# John Beecroft
Pour les articles homonymes, voir Beecroft.
John Beecroft, né en 1790 vers Whitby (Yorkshire) et mort le 10 juin 1854 à Clarence, est un explorateur, gouverneur de Fernando Po et consul britannique du golfe du Bénin et du Biafra.

## Biographie
Beecroft est né en Angleterre près du port de Whitby, dans le Yorkshire. Ses débuts sont obscurs, mais alors qu'il sert sur un navire de cabotage, il est capturé en 1805 par un corsaire français lors des guerres napoléoniennes et est retenu prisonnier jusqu'en 1814.
Il rejoint plus tard la marine marchande et comme capitaine d'un navire de transport, voyage au Groenland dans le cadre de l'expédition de William Edward Parry.
En 1829, il est nommé maître d'œuvre à Fernando Po, une île du golfe de Guinée appartenant nominalement à l'Espagne mais que les Britanniques utilisent pour établir une base contre la traite des esclaves. Beecroft négocie avec succès avec la population locale, ce qui lui vaut d'être nommé en 1830 gouverneur par intérim par l'Espagne (avec grade de lieutenant dans la marine espagnole) au moment où Edward Nicolls (en) (alors gouverneur), malade, doit rentrer en Angleterre.
Réalisant que l'Espagne n'est pas disposée à céder le contrôle de l'île que les Britanniques ont quittée en 1833, Beecroft continue à jouer le rôle de gouverneur par intérim, tenant même une cour de justice, bien qu'à ce stade, il est également agent d'une société commerciale. En 1843, l'Espagne le nomme officiellement gouverneur de Fernando Po et de deux autres possessions espagnoles. En 1849, il est nommé Consul des golfes du Bénin et du Biafra par les Britanniques, poste qu'il occupe (avec son poste de gouverneur de Fernando Po) jusqu'à sa mort en 1854.
Après être devenu consul, Beecroft participe au bombardement britannique de Lagos en 1851, négocie (et est signataire) du Traité du 1er janvier 1852 entre la Grande-Bretagne et Lagos avec plusieurs rois duala du Cameroun, dont King Bell et le roi d’Akwa. La traite est à jamais abolie et les activités dérivées de l’esclavage sont proscrites. Les sacrifices humains sont interdits. Le Royaume-Uni s’assure les mêmes conditions de commerce que les autres pays européens. Les missionnaires et leurs ministres locaux sont protégés. Des indemnités sont promises aux chefs pour compenser la perte des revenus de la traite.
Beecroft contribue aussi à la déposition de William Dappa Pepple I, roi de Bonny, en 1854.
Pendant son mandat de gouverneur, Beecroft a exploré l'intérieur de l'Afrique à l'aide de navires à vapeur pour remonter le fleuve Niger, le Cross et le Bénin, une région que les expéditions britanniques officielles n'ont pas réussi à pénétrer. Le secret de son succès n'est pas seulement son utilisation de la technologie navale européenne moderne, mais l'emploi d'Africains locaux comme équipage, car ils avaient une plus grande résistance au paludisme qui a coûté de nombreuses vies européennes avant que l'efficacité de la quinine comme protection ne soit comprise.
Beecroft se préparait pour une autre expédition sur le fleuve Niger lorsqu'il meurt le 10 juin 1854. William Balfour Baikie le remplace alors pour l'expédition.
Il laisse trois filles et un fils. Sa veuve, Ellen Beecroft, a ensuite reçu une pension sur la liste civile en reconnaissance de la contribution de son mari à la suppression de la traite des esclaves et à l'avancement des intérêts britanniques sur la côte africaine.
Il est inhumé à Fernando Po.